# Andriej Tenson
Andriej Aleksandrowicz Tenson, ros. Андрей Александрович Тенсон (ur. w 1911 r. w Sankt Petersburgu, zm. w 1969 r. w Monachium) – rosyjski działacz emigracyjny, major Sił Zbrojnych Komitetu Wyzwolenia Narodów Rosji pod koniec II wojny światowej
W 1918 r. jego rodzina wyjechała do Estonii. Andriej A. Tenson po ukończeniu szkoły służył w armii estońskiej. Pod koniec lat 30. wstąpił do Narodowego Związku Pracujących (NTS). Zajmował się wysyłaniem nielegalnej literatury do ZSRR, za co został aresztowany w marcu 1938 r. Był osadzony w obozie na wyspie Sarema, ale na pocz. 1939 r. pozwolono mu powrócić do Tallinna, dzięki czemu nie wpadł w ręce NKWD po zajęciu Estonii przez Armię Czerwoną w poł. czerwca 1940 r. Zdążył wyjechać do Niemiec, gdzie aresztowano go na krótko jako nielegalnego emigranta. Po uwolnieniu przybył do Berlina, nawiązując kontakt z kierownictwem NTS. W 1942 r. na jego polecenie wyjechał do okupowanego Pskowa, gdzie prowadził konspiracyjną działalność antysowiecką. Jednocześnie rozpoczął współpracę z Sonderstab „R” Borisa A. Smysłowskiego-Holmstona. W poł. 1944 r. powrócił do Niemiec. Jesienią 1944 r. wstąpił do nowo formowanych Sił Zbrojnych Komitetu Wyzwolenia Narodów Rosji, otrzymując stopień majora. Służył w kontrwywiadzie sztabu. W kwietniu 1945 r. został wysłany do Bawarii dla nawiązania kontaktu z aliantami zachodnimi. Po zakończeniu wojny zamieszkał w Hamburgu, gdzie utworzył grupę NTS. W 1949 r. przyjechał do zachodniego Berlina, zakładając operacyjny odcinek NTS do współpracy z Dowództwem Sił Sojuszniczych. Od 1952 r. zasiadał w Radzie NTS. W 1955 r. został wyrzucony z NTS za próby jego rozłamu. Pod koniec lat 50. współzakładał RNTS, przemianowany wkrótce na Rosyjski Związek Demokratyczny za Wiarę i Wolność. Od 1955 r. pracował też w Radiu "Wolna Europa". Współpracował z Centralnym Zrzeszeniem Powojennych Emigrantów.